# پیر ژرژ
پیر ژرژ (فرانسوی: Pierre Georges‎؛ ۲۱ ژانویهٔ ۱۹۱۹ – ۲۷ دسامبر ۱۹۴۴) شناخته شده به کلن فابین، یکی از دو عضو حزب کمونیست فرانسه و از اعضای مقاومت فرانسه بود که اولین ترور علیه نیروهای آلمان نازی در اشغال فرانسه در جنگ جهانی دوم را انجام داد.
او در ۲۱ اوت ۱۹۴۱ نخستین عمل آشکار خشونت‌آمیز مقاومت کمونیست‌ها را با ترور افسر آلمانی در ایستگاه باربس-رشوشوار متروی پاریس انجام داد.